# 利巴韋
15°02′58″S 38°16′53″E / 15.04944°S 38.28139°E

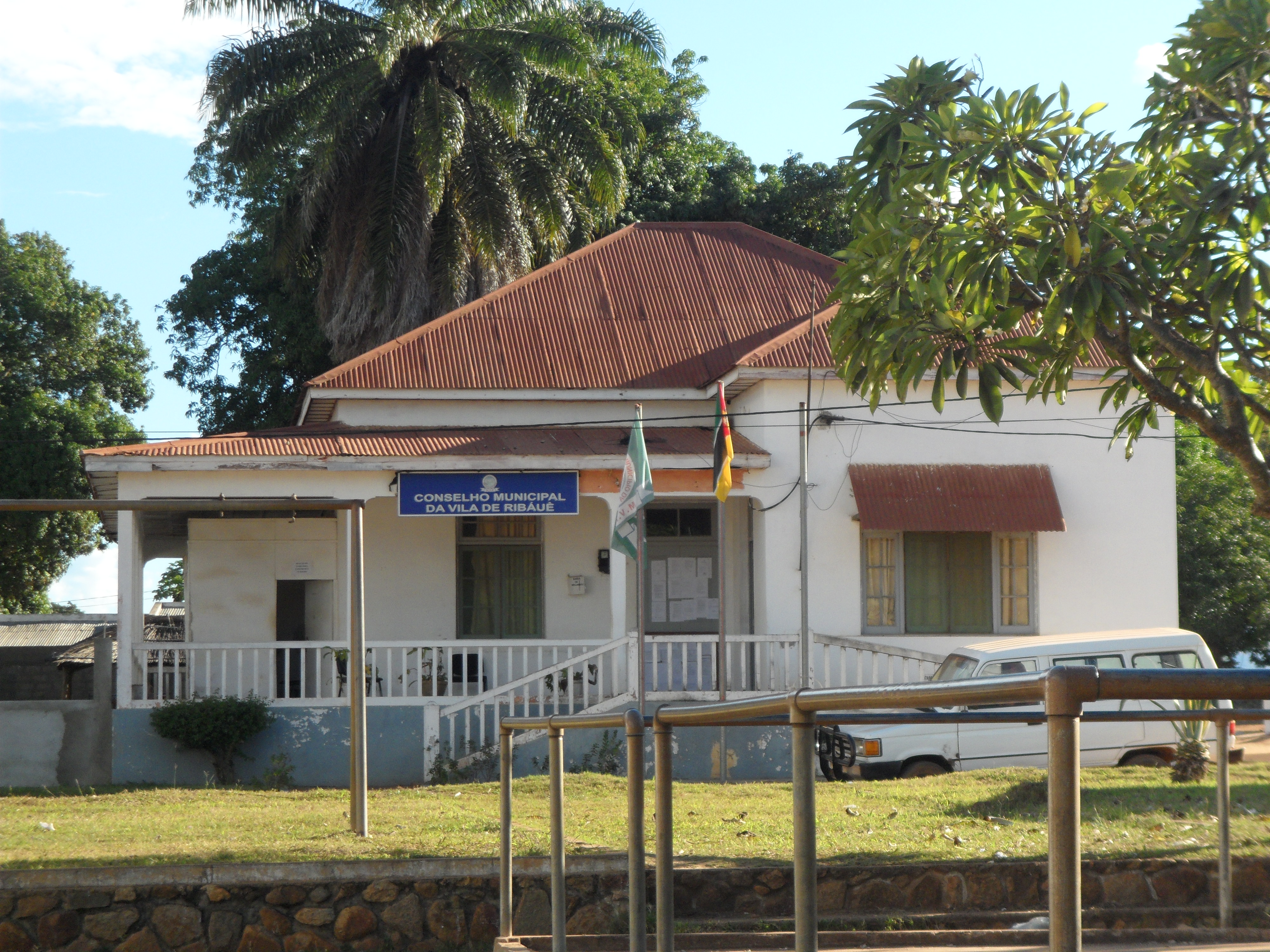
利巴韋的市議會

利巴韋（葡萄牙語：Ribaué），是莫桑比克的城鎮，位於該國東北部，由楠普拉省負責管轄，是利巴韋區的首府，海拔高度557米，鐵路連接楠普拉與該城鎮，2007年人口26,035。